# Jonathan Svensson (politiker)
Jonathan Axel Ingemar Svensson, född 6 april 2000 i Vänersborg, är en svensk politiker (socialdemokrat). Han är ordinarie riksdagsledamot sedan 2024 då han efterträdde Paula Holmqvist (S), som han tidigare var ersättare för under hösten 2023.  Han är invald för Västra Götalands läns norra valkrets. När han inträdde som ledamot var han den yngsta ledamoten i kammaren. Svensson har en kandidatexamen i statsvetenskap från Göteborgs Universitet
I riksdagen är han suppleant i arbetsmarknadsutskottet. Jonathan Svensson är sedan 2025 ordförande i distriktsstyrelsen för det socialdemokratiska partidistriktet i Fyrbodal.  Samma år blev Svensson också av Socialdemokraternas 42:a partikongress invald i partistyrelsen. 